# Newark Pennsylvania Station

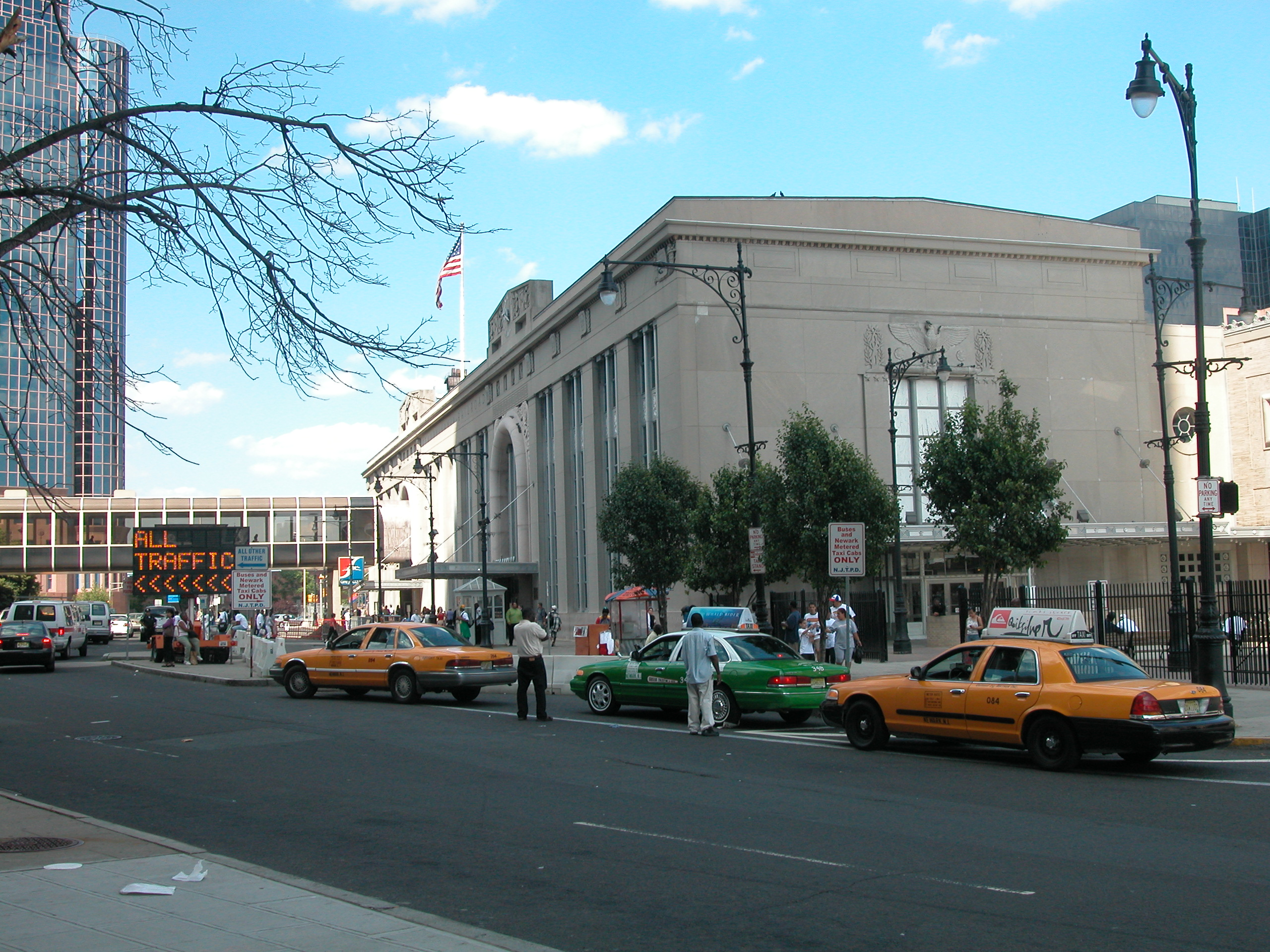
Newark Penn Station

Die Pennsylvania Station in Newark (auch bekannt als Newark Penn Station; IATA-Bahnhofs-Code ZBP), im US-amerikanischen Bundesstaat New Jersey gelegen, ist neben Newark Liberty International Airport Train Station und Newark Broad Street Station einer der wichtigsten Bahnhöfe der Stadt.
Am 23. März 1935 wurde der durch die Architektenpartnerschaft McKim, Mead and White entworfene Bahnhof, der einen kleineren Vorgänger hatte, dem Verkehr übergeben. Stilistisch stellt er eine Mischung aus Art déco und Neoklassizismus dar.
Der Bahnhof wurde als eines der Drehkreuze der vormaligen US-Bahngesellschaft Pennsylvania Railroad (PRR) geplant. Von hier aus können Passagiere zur Penn Station in New York City gelangen. Seit 1937 ist auch der Übergang zur Hudson and Manhattan Railroad (H&M; inzwischen PATH) möglich, die nach Lower Manhattan fährt. Der vormalige Umsteigebahnhof zur H&M, Manhattan Transfer, verlor dadurch seine Funktion.
Heute wird Newark Penn Station u. a. von der US-Bahngesellschaft Amtrak bedient und ist ein Zwischenhalt auf dem so genannten Nord-Ost-Korridor. Das größte Passagieraufkommen stammt allerdings von Pendlern. Drei regionale Vorortbahnlinien der regionalen Verkehrsgesellschaft NJ Transit treffen hier zusammen (Raritan Valley Line, Northeast Corridor Line und North Jersey Coast Line). Neben der Umsteigemöglichkeit zum PATH-System ist auch der Wechsel zur Stadtbahn Newarks, der Newark Light Rail, möglich.
Zusätzlich ist auch der Umstieg auf mehrere Fernbus- und Nahverkehrsbuslinien am Bahnhof möglich.